# Ашиназучи и Теназучи
Ашиназучи и Теназучи су пар шинто божанстава у јапанској митологији. Обоје су деца од Ојамацуми и унуци од Изанаки и Изанами. Ашиназучи представља мушко божанство, а Теназучи женско.

## Митологија
Ашиназучи и Теназучи су наводно живели при горњем делу реке Хи у провинцији Изумо. Били су родитељи осморо женске деце. Њихова улога у митологији појављује се у причи о погубљењу легендарне јапанске аждаје Јамата но Ороћи.  

## Легенда
Према легедни, Ашиназучи и Теназучи су били приморани да сваке године жртвују по једну ћерку чудовишту Јамата но Ороћи, како би зауставили његово дивљање. Када је дошао ред на последњу ћерку која им је преостала, богињу пиринча Кушинадахиме, спасао ју је њен тада будући муж Сусаноо.  

### Договор
Принцеза Кушинада је била спасена тако што су њени родитељи склопили договор са Сусаноо-ом, богом мора и олује. Договор је био да он убије Јамата но Ороћи, али за узврат да узме њихову сада једину ћерку Кушинадахиме за своју жену. И родитељи и ћерка су пристали на тај услов, уколико он успе да порази аждају. Све се одвило по договору и принцеза Кушинада се удала за Сусаноо-а недавно након погубљења чудовишта. Ашиназучи и Теназучи су тада били сигурни, као и њихово дете.